# Anders Myhrman
Anders Mattsson Myhrman, född 19 maj 1888 i Purmo, död 27 mars 1988 i Lewiston, Maine, var en finländsk sociolog och emigrantforskare.
Myhrman emigrerade 1910 till USA och försörjde sig först bland annat som sågverksarbetare, skaffade sig sedan akademisk utbildning och undervisade från 1925 i sociologi vid Bates College, Maine. Han blev filosofie doktor 1937 och verkade 1938–1957 som professor vid Bates College.
Han ägnade sig på äldre dagar särskilt åt forskning rörande de finlandssvenska emigranterna i Nordamerika; utgav det stora arbetet Finlandssvenskar i Amerika (1972) och stencilserien Emigrantbiografier 1–5 (1974–1975).
Anders Myhrman var gift med sin före detta student Mildred Beckman Myhrman; de hade barnen Matts och Brita.